# ヴァレンティーナ・セレーナ
ヴァレンティーナ・セレーナ（Valentina Serena、女性、1982年11月10日 - ）は、イタリアの元バレーボール選手。

## プロキャリア
セレーナはこの数年プロ選手として、ヨーロッパのクラブチームを渡り歩いている。2012/13シーズンにはポーランドのムシニアンカ・ムシナに所属し、CEVカップ（英語版）においてフェネルバフチェを破り優勝した。2013/14シーズンにはアゼルバイジャンスーパーリーグのイトゥサチ・バクーでプレーし国内リーグ3位となった。

## 所属クラブ
- San Dona （1996-1998年）
- Rinascita Fireze （1998-1999年）
- Granzotto San Dona （1999-2000年）
- Johnson Matthey Spezzano （2000-2001年）
- Famila Imola （2001-2002年）
- Cuneo Volley （2002-2003年）
- Conegliano（イタリア語版） 2003-2004
- Pallavolo Sassuolo（イタリア語版） 2004-2005
- Lines Altamura（イタリア語版） （2005-2006年）
- Zoppas Industries Conegliano（イタリア語版） （2006-2009年）
- Ancaragucu（イタリア語版） （2009-2010年）
- バレー・ベルガモ （2009-2010年）
- FVブスト・アルシーツィオ （2010-2011年）
- バレー・ベルガモ （2011-2012年）
- ムシニアンカ・ムシナ （2012-2013年）
- イトゥサチ・バクー （2013-2014年）
- CSMブカレスト（2014-2015年）
- イモコ・コネリアーノ（2015-2016年）
- ラナ・ヴェローナ（2016-2017年）

## 戦績
- 2012-13 CEVカップ 優勝
- 2013-14 アゼルバイジャンスーパーリーグ 3位